# Heineken Ecuador
Heineken Ecuador S.A. (Antes Biela y Bebidas del Ecuador, AmBev Ecuador y Cervecería Suramericana) es una compañía dedicada a la elaboración, distribución y venta de cervezas y bebidas malteadas en Ecuador. La planta cervecera está ubicada en la ciudad de Guayaquil, provincia del Guayas. Fue fundada en el año 1998 y desde 2019 pertenece al grupo neerlandés Heineken International.

## Historia

#### Cervecería Suramericana
En 1998 se funda la Cervecería Suramericana en la ciudad de Guayaquil, propiedad del Grupo Isaias y con financiamiento de la Corporación Andina de Fomento. La marca estelar de la compañía fue la cerveza “BIELA” (palabra que en la jerga ecuatoriana es un término  genérico para decir “cerveza”), la cual rápidamente se convirtió en una de las cervezas favoritas del público local. En particular, gracias a ser el patrocinador del equipo de fútbol más popular del país: Barcelona Sporting Club.
La compañía paso por unos años muy difíciles debido a la crisis financiera de Ecuador en 1999, hasta que en 2003 fue comprada por la brasileña AmBev.

#### AmBev Ecuador
El 1 de diciembre de 2003 se concreta la compra de Cervecería Suramericana por parte de Companhia de Bebidas das Américas, más conocida como AmBev. Esta adquisición le permitió a la relativamente pequeña cervecería conocer más sobre los estándares y procesos mundiales de elaboración de cerveza. 
En 2004 AmBev Ecuador lanza al mercado Brahma, la marca más popular en Brasil, obteniendo una gran acogida. Este lanzamiento estuvo acompañado de una agresiva campaña publicitaria, buscando posicionar la marca en el mercado de consumidores y quitarle participación a su principal rival: la cerveza Pilsener de Cervecería Nacional.
En octubre de 2016 AB InBev concretó la compra de la cervecería anglo-sudafricana SABMiller por US$ 106 mil millones, adquiriendo también el control de la Cervecería Bavaria, propietaria de Cervecería Nacional en Ecuador. Luego de esta transacción la Superintendencia de Control de Poder de Mercados (SCPM) planteó como condición la venta de una de las plantas cerveceras y las marcas producidas en la misma, como medida para aceptar la fusión local de las compañías.
En agosto de 2017 se oficializa la compra de la AmBev Ecuador por parte del consorcio de inversionistas ecuatorianos Cerec Holding. Como parte del acuerdo entre Cerec y AB InBev, la compañía  cambió su anterior nombre por el de Biela y bebidas del Ecuador.

#### Biela y bebidas del Ecuador
Desde 2018 hasta 2020, la compañía operó bajo el nombre de Biela Ecuador (oficialmente Biela y Bebidas del Ecuador S.A.). Durante este tiempo, la cervecería  lanzó la nueva familia Biela: 4 “sabores” distintos que representaban las diferentes regiones del Ecuador.
En mayo de 2019 se oficializa la compra de Biela Ecuador por parte de Heineken International.

#### Heineken Ecuador
Desde junio de 2020 la compañía pasa a llamarse HEINEKEN Ecuador, acompañado de la producción local de la marca Heineken y un rediseño de la familia Biela.

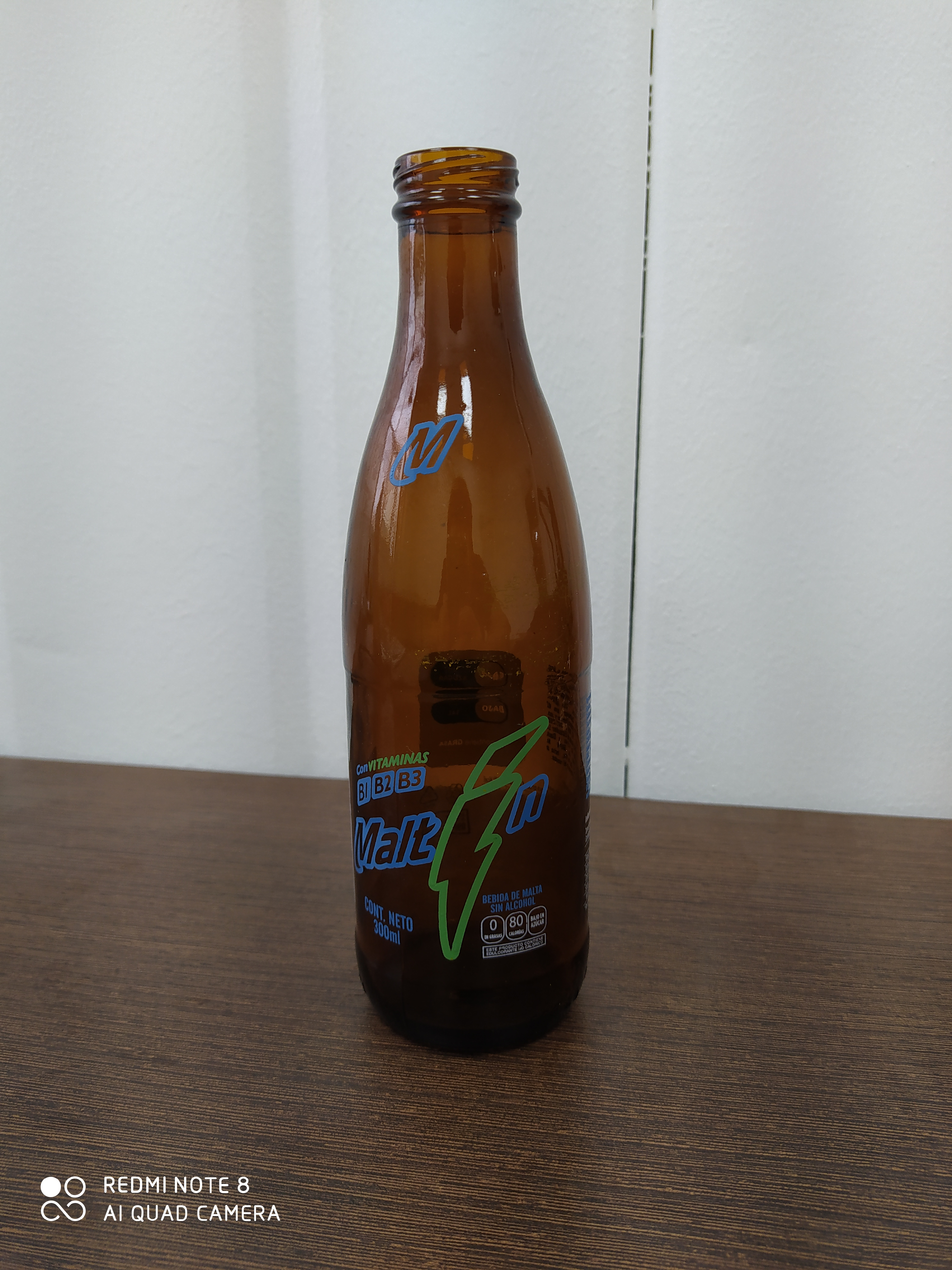
Maltin de 330 ml

## Portafolio
- Biela Reserva; cerveza premium de amargor fino.
- Biela Extra; cerveza premium de amargor intenso (descontinuada).
- Biela Original (descontinuada).
- Biela Light
- Maltin; bebida malteada sin alcohol (descontinuada).
- Heineken
- Amstel

## Premios y nominaciones
- Monde Selection 2019 Gold Award for Biela Reserva Especial